# Modena Challenger (1989)
Il Modena Challenger è stato un torneo professionistico di tennis giocato su campi in terra rossa. Faceva parte dell'ATP Challenger Series. Si è giocata la sola edizione del 1989 a Modena, in Italia.

## Albo d'oro

### Singolare
| Anno | Campione       | Finalista    | Punteggio     |
| ---- | -------------- | ------------ | ------------- |
| 1989 | Simone Colombo | Nevio Devide | 4–6, 6–3, 6–0 |

### Doppio
| Anno | Campioni                    | Finalisti                            | Punteggio     |
| ---- | --------------------------- | ------------------------------------ | ------------- |
| 1989 | Simone Colombo Nevio Devide | Corrado Aprili Massimiliano Narducci | 3–6, 6–1, 7–6 |